# Cmentarz wojenny nr 37 – Krajowice
Cmentarz nr 37 - Krajowice - był to austriacki cmentarz z I wojny światowej.
Zaprojektowany przez Johanna Jägera. Znajdował się w południowej części miejscowości Krajowice. Obecnie ten fragment wsi to osiedle miasta Jasła.
Spoczywało na nim 32 żołnierzy rosyjskich, 35 niemieckich oraz jeden austro-węgierski. W 1937 roku ich prochy ekshumowano i przeniesiono na cmentarz nr 36. 
Pozostał tylko pomnik centralny. 